# 伊尔莱迪丝·米诺塔
伊尔莱迪丝·克哈达·米诺塔（西班牙語：Yirleidis Quejada Minota；2002年11月10日—），哥伦比亚女子足球运动员，司职后卫，目前效力于帕丘卡足球俱乐部和哥伦比亚国家女子足球队。她曾代表哥伦比亚参加2024年夏季奥林匹克运动会女子足球比赛。